# Quercus gravesii
Quercus gravesii Sudw. – gatunek roślin z rodziny bukowatych (Fagaceae Dumort.). Występuje naturalnie w północnym Meksyku oraz południowych Stanach Zjednoczonych (w Teksasie). 

## Morfologia
PokrójZrzucające liście drzewo dorastające do 13 m wysokości. Kora jest szorstka i ma czarną barwę.
LiścieBlaszka liściowa ma kształt od owalnego do eliptycznego. Mierzy 4,5–14 cm długości oraz 2–12 cm szerokości, jest z 3–5 parami ostro zakończonych klap na brzegu, ma nasadę od rozwartej do klinowej i tępy wierzchołek. Ogonek liściowy jest nagi i ma 5–25 mm długości.
OwoceOrzechy zwane żołędziami o kształcie od jajowatego do elipsoidalnego, dorastają do 9–16 mm długości i 6–11 mm średnicy. Osadzone są pojedynczo w miseczkach w kształcie kubka, które mierzą 4–9 mm długości i 8–12 mm średnicy. Orzechy otulone są w miseczkach do 35–50% ich długości.

## Biologia i ekologia
Rośnie w lasach oraz na skalistych stokach. Występuje na wysokości do 1200 m n.p.m.